# Kőkút
Kőkút község Somogy vármegyében, a Kaposvári járásban.

## Fekvése
Rinyabesenyőtől északkeletre, Kadarkút, Hencse és Homokszentgyörgy között fekvő település. Zsáktelepülésnek tekinthető, mivel központjába csak a 6607-es útból nyugat felé kiágazó 66 166-os számú mellékút vezet, Alsótapazd és Gyöngyöspuszta településrészei pedig a 66 164-es számú mellékúton érhetők el.

## Története
Kőkút nevét 1893-ban említették először. A település ekkor alakult a kivágott erdők helyén. Alsótapazd neve már a középkorban is ismert volt Tapazd néven. Gyöngyöspusztán áll a Festetics-kastély, melynek déli szárnya a nagykanizsai postaút lóváltó állomásának romjaira épült. Jelenleg szociális otthonként működik. Itt található az ország egyik legöregebb tiszafája.

## Közélete

### Polgármesterei
- 1990–1994: Németh Józsefné (független)[3]
- 1994–1998: Földes Mária (független)[4]
- 1998–2002: Földes Mária (független)[5]
- 2002–2006: Földes Mária (független)[6]
- 2006–2010: Földes Mária Eleonóra (független)[7]
- 2010–2014: Földes Mária Eleonóra (független)[8]
- 2014–2019: Földes Mária Eleonóra (független)[9]
- 2019–2024: Boros Anikó Julianna (független)[10]
- 2024– : Boros Anikó Julianna (független)[1]

## Népesség
A település népességének változása:
| Lakosok száma | 582  | 590  | 594  | 509  | 517  | 520  | 530  |
|               | 2013 | 2014 | 2015 | 2021 | 2022 | 2023 | 2024 |

A 2011-es népszámlálás során a lakosok 90,9%-a magyarnak, 0,2% bolgárnak, 14,5% cigánynak, 0,9% németnek, 0,2% románnak mondta magát (9,1% nem nyilatkozott; a kettős identitások miatt a végösszeg nagyobb lehet 100%-nál). A vallási megoszlás a következő volt: római katolikus 64,9%, református 6,1%, evangélikus 0,9%, felekezet nélküli 17,7% (9,1% nem nyilatkozott).
2022-ben a lakosság 96,1%-a vallotta magát magyarnak, 24% cigánynak, 0,6% görögnek, 0,6% németnek, 0,4% horvátnak, 0,2% szerbnek, 0,2% bolgárnak (3,9% nem nyilatkozott; a kettős identitások miatt a végösszeg nagyobb lehet 100%-nál). Vallásuk szerint 68,5% volt római katolikus, 6,6% református, 0,8% görög katolikus, 0,6% evangélikus, 1% egyéb keresztény, 0,4% egyéb katolikus, 12,8% felekezeten kívüli (9,3% nem válaszolt).

## Híres szülöttei
- Szentgyörgyi Dezső (1915–1971), a magyar légierő történetének legeredményesebb vadászpilótája
- Kercza Imre (1940–2019), újságíró, a Somogyi Néplap főszerkesztője

## Gyöngyöspuszta
Gyöngyöspuszta (középkori írásmóddal Gyongies pusta) az 1500-as évek elején a Kusalyi Jakcs családé volt. 1519-ben szerezte meg Gersei Petheő Tamás Hedrehely, Visnye, Hencse, Széplak és egyéb Somogy vármegyei birtokokkal együtt (MOL, Diplomatikai Levéltár, DL-DF 36402).   
Gyöngyöspuszta már egy 1703 előtti összeírásban szerepelt gróf Széchenyi György birtokaként. 1733-ban a Lengyel családé, majd a gróf Festetics család dégi ágáé lett. Gyöngyöspuszta egy része még 1848 előtt is a Petheő család birtokában volt, de a szabadságharc után az osztrákok elkobozták és a Festetics családnak juttatták.